# Wayne Bridge
Wayne Michael Bridge (ur. 5 sierpnia 1980 w Southampton) – angielski piłkarz występujący na pozycji lewego obrońcy.

## Kariera klubowa

### Southampton
Wayne Bridge urodził się w Southampton, jednak w młodym wieku przeprowadził się do Winchester. Rozpoczął treningi w klubie Olivers Battery, w lipcu 1996 roku trafił na testy do drużyny Southampton F.C., a następnie został zawodnikiem zespołu rezerw. W nim zadebiutował 13 sierpnia 1997 roku w meczu przeciwko Portsmouth, kiedy to grał na pozycji środkowego napastnika. W styczniu 1998 roku Bridge został włączony do kadry pierwszej drużyny Southamptonu. Debiut zaliczył 16 sierpnia tego samego roku w pierwszym meczu rozgrywek 1998/1999, kiedy to musiał zastąpić kontuzjowanego Johna Beresforda. Pierwsze spotkanie w podstawowej jedenastce angielski gracz rozegrał 22 sierpnia, a „Święci” pokonali wówczas Charlton Athletic 5:0. Bridge regularnie grał do grudnia, kiedy to w wyjściowym składzie zaczął go zastępować Hassan Kachloul. W pozostałej części rozgrywek Bridge grywał bardzo rzadko i łącznie rozegrał 23 pojedynki w Premier League. Początek sezonu 1999/2000 wyglądał podobnie, bowiem Bridge rzadko kiedy dostawał szanse pokazania swoich umiejętności. Zaczął grywać dopiero wówczas, gdy kontuzjowanego Francisa Benaliego na lewej stronie boiska nie potrafił godnie zastąpić Patrick Colleter. Bridge spisywał się bardzo dobrze, w efekcie czego w podstawowym składzie pozostał na dłużej i podczas rozgrywek zaliczył łącznie osiemnaście występów, w tym piętnaście od pierwszych minut. 14 maja w ostatnim pojedynku sezonu z Wimbledonem Bridge strzelił bramkę z rzutu wolnego, w efekcie czego „The Dons” po raz pierwszy od czternastu lat spadli do League One. Podczas sezonu 2000/2001 Bridge zagrał we wszystkich 38 spotkaniach Premier League, a dzięki dobrej formie został wybrany najlepszym graczem w swojej drużynie. 18 stycznia 2003 roku Bridge z powodu kontuzji nie mógł wystąpić w przegranym 1:0 meczu z Liverpoolem, przez co przerwał swoją passę 113 kolejnych meczów Premier League, w których brał udział.

### Chelsea

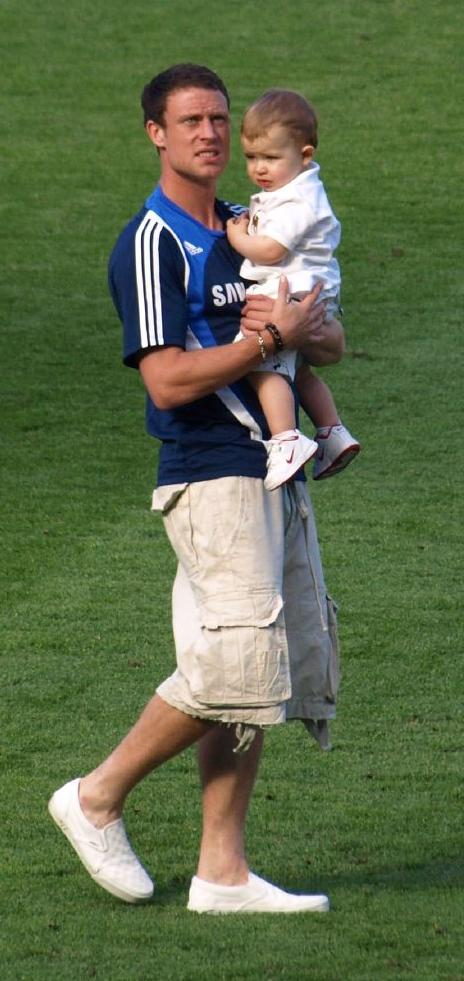
Bridge ze swoim synem Jaydonem

Chęć pozyskania Bridge’a wyraziło kilka angielskich klubów, ostatecznie Southampton sprzedał go w lipcu 2003 roku do Chelsea za siedem milionów funtów, a dodatkowo ekipę „Świętych” zasilił Graeme Le Saux. Angielski obrońca w nowym klubie zadebiutował w pojedynku przeciwko MŠK Žilina. Regularnie grywał w podstawowym składzie Chelsea, a 6 kwietnia 2004 roku w rewanżowym meczu ćwierćfinałowym Ligi Mistrzów z Arsenalem Londyn zdobywając gola na 2:1 zapewnił swojemu zespołowi awans do półfinału. W tamtym sezonie Bridge wywalczył także swój pierwszy w karierze tytuł mistrza kraju. Latem 2005 roku kontrakt z „The Blues” podpisał Hiszpan Asier del Horno. Wywalczył on sobie w składzie miejsce na lewej strony obrony, przez co Bridge zaczął pełnić rolę rezerwowego. Były gracz Southampton 19 stycznia 2006 roku został wypożyczony do Fulham, a w jego barwach zadebiutował w wygranym 2:1 meczu z West Hamem United na Upton Park. Po powrocie do Chelsea Bridge rozegrał pełne 90 minut w wygranym 3:0 pierwszym spotkaniu sezonu 2006/2007 z Manchesterem City, jednak z czasem w wyjściowej jedenastce zaczął go zastępować Ashley Cole. Cole doznał jednak kontuzji w styczniowym pojedynku przeciwko Blackburn Rovers, więc José Mourinho zdecydował się wystawiać do gry na lewej obronie właśnie Bridge’a. Wychowanek Arsenalu szybko powrócił jednak do zdrowia i Bridge ponownie został zawodnikiem rezerwowym. W sezonie 2007/2008, Anglik brał udział tylko w jedenastu spotkaniach Premier League. Ostatni mecz dla Chelsea rozegrał 22 grudnia 2008 roku, a „The Blues” zremisowali 0:0 z Evertonem.

### Manchester City
3 stycznia 2009 roku Bridge przeszedł do Manchesteru City. Działacze City wydali na niego 12 milionów funtów. Zadebiutował na City of Manchester Stadium 10 stycznia 2009 w wygranym 2:0 meczu przeciwko Portsmouth.
W styczniu 2012 został wypożyczony do Sunderlandu, dla którego rozegrał osiem spotkań.

### Reading
W czerwcu 2013 podpisał roczny kontrakt ze spadkowiczem z Premier League Reading F.C.
W maju 2014 ogłosił zakończenie kariery piłkarskiej.

## Kariera reprezentacyjna
Wszyscy trenerzy Southampton, pod okiem których trenował Bridge – Dave Jones, Glenn Hoddle oraz Stuart Gray przewidywali, że piłkarz ten w przyszłości zostanie reprezentantem Anglii. Wkrótce został graczem reprezentacji U-21, natomiast w dorosłej kadrze zadebiutował 13 lutego 2002 roku w meczu przeciwko Holandii. W tym samym roku Sven-Göran Eriksson powołał go do 23-osobowej kadry na mistrzostwa świata. Anglicy zostali wyeliminowani wówczas w ćwierćfinale, a Bridge był rezerwowym i wystąpił tylko w końcówkach grupowych pojedynków z Argentyną i Nigerią.
Anglik wziął również udział w Euro 2004, jednak na portugalskich boiskach nie rozegrał ani minuty. Na lewej obronie w reprezentacji grywał Ashley Cole, a Eriksson zaczął wystawiać Bridge’a jako lewego pomocnika. Na tej pozycji lepiej radził sobie jednak Joe Cole i to on wywalczył sobie miejsce w wyjściowej jedenastce drużyny narodowej. Bridge musiał pogodzić się z rolą rezerwowego, którą pełnił między innymi na Mistrzostwach Świata 2006, podczas których reprezentacja Anglii została wyeliminowana w ćwierćfinale. Jak do tej pory Bridge w zespole narodowym wystąpił ponad 30 razy i strzelił jednego gola (5 czerwca 2004 roku w wygranym 6:1 pojedynku przeciwko Islandii w ramach towarzyskiego turnieju FA Summer Tournament). Zakończył karierę reprezentacyjną w wyniku skandalu związanego z osobą Johna Terry’ego.

## Sukcesy
Southampton
- Finał Pucharu Anglii: 2003

Chelsea
- Mistrzostwo Anglii: 2004/2005
- Puchar Anglii: 2007
- Puchar Ligi Angielskiej: 2007
- Finał Pucharu Ligi Angielskiej: 2008
- Finał Tarczy Wspólnoty: 2006

Reprezentacja Anglii
- FA Summer Tournament: 2004